# Miguel Alonso Muñiz
Miguel Ángel Alonso Muñiz (Gijón, Asturias, España, 22 de octubre de 1942) es un exfutbolista español que jugaba como defensa.

## Clubes
| Club                   | País   | Año       |
| ---------------------- | ------ | --------- |
| Real Sporting de Gijón | España | 1962-1974 |
| A. D. Almería          | España | 1974-1975 |
| U. P. Langreo          | España | 1975-1977 |